# 散乱円盤天体

太陽系外縁天体の軌道要素と大きさをプロットしたもの。赤が散乱円盤天体。

散乱円盤天体（さんらんえんばんてんたい、英: scattered disk object、SDO）は、太陽系の遠方領域にまばらな円盤状に分布する氷主体の太陽系小天体の一種であり、太陽系外縁天体の一角をなす。これらの天体が構成する星周円盤は散乱円盤 (英: scattered disk) と呼ばれる。散乱円盤天体の軌道離心率は最大で 0.8 程度、軌道傾斜角は最大で 40° であり、近日点は 30 au (4.5×109 km) よりも遠い。散乱円盤天体が持つ極端な軌道は巨大惑星による重力散乱の結果であると考えられ、これらの天体は海王星からの摂動の影響にさらされ続けている。
| 太陽系外縁天体                                         | 太陽系外縁天体         |
| ------------------------------------------------------ | ---------------------- |
| エッジワース ・カイパー ベルト （海王星との 軌道共鳴） | (3:4)                  |
| エッジワース ・カイパー ベルト （海王星との 軌道共鳴） | 冥王星族 (2:3)         |
| エッジワース ・カイパー ベルト （海王星との 軌道共鳴） | (3:5)                  |
| エッジワース ・カイパー ベルト （海王星との 軌道共鳴） | キュビワノ族 ( - )     |
| エッジワース ・カイパー ベルト （海王星との 軌道共鳴） | (1:2)                  |
| 散乱円盤天体                                           |                        |
| オールトの雲                                           |                        |
| 類似天体                                               | ケンタウルス族         |
| 類似天体                                               | 海王星のトロヤ群       |
| 類似天体                                               | 彗星（遷移天体）       |
| 関連項目                                               | 準惑星（冥王星型天体） |
| 関連項目                                               | 太陽系小天体           |
| ■Portal ■Project ■Template                             |                        |

最も近い散乱円盤天体は太陽から 30-35 au の距離にまで接近するが、これらの天体の軌道は 100 au を超える領域にまで到達する。そのため散乱円盤天体は太陽系の中でも極めて低温で遠方の天体である。散乱円盤の最も内側部分はエッジワース・カイパーベルトと呼ばれるトーラス状の天体の分布と重複しているが、外側部分は太陽から遥かに離れた位置にまで広がっており、カイパーベルト天体と比べて黄道面よりもずっと離れる軌道を持つ。
散乱円盤天体の軌道は不安定であるため、現在では天文学者は散乱円盤の領域が太陽系内の大部分の周期彗星の起源であると考えている。また木星と海王星の間に存在する氷天体の集団であるケンタウルス族天体は、散乱円盤から内太陽系へと軌道が遷移している最中の中間的な段階であると考えられている。最終的には、巨大惑星からの摂動によってこれらの天体は太陽に近い領域に送られ、周期彗星となる。存在が提唱されているオールトの雲の多くの天体も、散乱円盤に起源を持つと考えられている。分離天体と呼ばれるグループの分布は散乱円盤天体とは明確には分かれておらず、セドナなどいくつかの天体は散乱円盤天体に含まれるとみなす場合もある。

## 発見

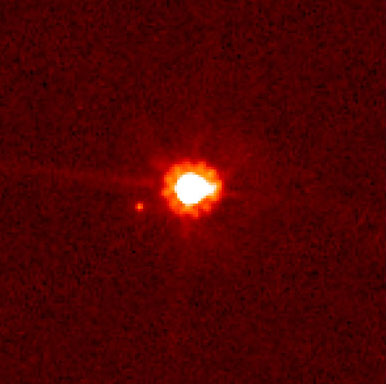
知られている中で最大の散乱円盤天体であるエリス (中央) と、その衛星ディスノミア (左)

天文学の分野では従来、太陽系内の天体を検出するためにブリンクコンパレーターのような装置が使われていた。これは、2回の露光の間にこれらの天体の天球上での位置が移動するためである。天体を検出するためには写真乾板やフィルムの露光や現像などの時間を要する作業が必要であり、人々は存在が予想される天体をブリンクコンパレーターを用いて手動で検出していた。1980年代になると、望遠鏡にCCDを搭載したカメラを用いることで、電子画像を直接生成し、デジタル化してデジタル画像に変換することが可能となった。写真フィルムが入射光のうち 10% を捉えることが出来るのに対し、CCDはおよそ 90% とより多くの光を捉えることができ、また画像の比較は調整可能なコンピュータの画面上で行えるようになった。そのためサーベイの処理能力を向上させることが可能となった。その結果として新たな天体の発見が続出し、1992年から2006年の間に1000個を超える太陽系外縁天体が検出された。
散乱円盤天体であると初めて認識された天体は (15874) 1996 TL66 であり、ハワイのマウナ・ケアを拠点とする天文学者によって1996年に発見された。同じサーベイによって1999年には (181867) 1999 CV118、1999 CY118 と 1999 CF119 の3つの天体が同定された。現在散乱円盤天体に分類されている中で最初に発見された天体は、1995年にスペースウォッチによって発見された (48639) 1995 TL8 である。
2020年の時点で、700個近くの散乱円盤天体が発見されている。この中には、Gǃkúnǁʼhòmdímà や 2002 TC302、エリス、セドナ、(474640) 2004 VN112 がある。カイパーベルト天体と散乱円盤天体の数はおおむね等しいと考えられているが、散乱円盤天体の方がずっと遠方に存在するため観測バイアスがあり、観測されている散乱円盤天体の数は遥かに少ない。

## 海王星以遠の空間の下位区分

散乱円盤天体 (黒)、古典的カイパーベルト天体 (青) および5:2共鳴に入っているカイパーベルト天体 (緑) の軌道離心率と傾斜角の比較。上が黄道面に垂直な方向から見た図、下が黄道面を真横から見た図。

既知の太陽系外縁天体はしばしば、エッジワース・カイパーベルト天体と散乱円盤天体の2つの下位分類に分割される。太陽系外縁天体の第三のグループとしてはオールトの雲の存在が提唱されているが、これは観測では直接確認されていない。何人かの研究者は散乱円盤と内オールトの雲の間にさらなる過渡的な空間が存在することを提唱しており、この領域には分離天体と呼ばれる天体が存在する。

### 散乱円盤とカイパーベルト
エッジワース・カイパーベルトは比較的厚いトーラス状 (あるいはドーナツ状) の分布をしており、30 au から 50 au まで広がっている。エッジワース・カイパーベルト天体は、海王星の影響を受けていない軌道にある古典的カイパーベルト天体 (キュビワノ族) と、海王星との何らかの軌道共鳴を起こしている共鳴外縁天体の2種類に大別される。共鳴外縁天体は例えば、海王星が3回公転する間に天体が2回公転する 2:3 共鳴や、海王星が2回公転する間に天体が1回公転する 1:2 共鳴といった軌道共鳴を起こしている。これらの共鳴のため、共鳴外縁天体は海王星に重力的に散乱させられるほど接近することはなく、太陽系の年齢の間に海王星の重力的な影響によって排除されることなく存在し続けることが出来る。2:3 共鳴を起こしている天体の中で最も大きいものが冥王星であるため、これらは冥王星族として知られている。また 1:2 共鳴を起こしているものはトゥーティノ族として知られている。
カイパーベルトとは対照的に、散乱円盤にある天体は海王星によって軌道を乱されうる。散乱円盤天体はその近日点 (~30 au) に接近した際には海王星の重力の影響を受ける範囲に入るが、遠日点付近ではそれよりも何倍も遠ざかる。ある研究では、木星と海王星の軌道の間にある氷主体の小天体であるケンタウルス族は、海王星によって太陽系の内側へ散乱された天体であることが示唆されており、海王星以遠の散乱天体と対比して海王星以内天体 (cis-Neptunian object) と呼ばれている。(29981) 1999 TD10 のようないくつかの天体はこの区別が曖昧であり、全ての太陽系外縁天体を公式に分類している小惑星センターは、ケンタウルス族と散乱円盤天体を一緒にまとめている。
小惑星センターはカイパーベルト天体と散乱円盤天体を明確に区別しており、安定な軌道にあるものをカイパーベルト天体、散乱された軌道にあるものを散乱円盤天体およびケンタウルス族としている。しかしカイパーベルトと散乱円盤の違いは明瞭なものではなく、多くの天文学者は散乱円盤は分離したグループではなくカイパーベルトの外部領域であると見ている。散乱円盤天体に対しては、「散乱カイパーベルト天体」(英: scattered Kuiper-belt object, SKBO) という別の用語も用いられる場合がある。
天文学者の Morbidelli とマイケル・ブラウンはカイパーベルト天体と散乱円盤天体の違いについて、後者は海王星との近接および遠隔遭遇によって軌道長半径が移動させられたものであるが、前者はそのような近接遭遇を経験していないものであるという区分を提案した。この描写は彼ら自身が注記している通り、太陽系の年齢の期間にわたっては適切なものではない。これは、軌道共鳴に捕獲された天体は何度も散乱された状態から散乱されていない状態を相互に移行しうるからである。つまり、太陽系外縁天体は時間とともにカイパーベルトと散乱円盤の間を行き来しうる。そのため彼らは天体を定義する代わりに領域をもって定義することを選択し、海王星のヒル球の範囲内で遭遇した天体が留まることの出来る軌道空間の領域を散乱円盤と定義した。そしてカイパーベルト天体は軌道長半径が 30 au 以上の天体が存在する領域と定義した。

### 分離天体
小惑星センターは、太陽系外縁天体のセドナを散乱円盤天体に分類している。セドナの発見者であるマイケル・ブラウンは、この天体は散乱円盤天体の一員ではなく、内オールトの雲に分類されるべきであると提案している。これはセドナの近日点距離は 76 au であり、巨大惑星との重力的な相互作用によって影響を受けるには遠すぎるためである。この定義のもとでは、近日点距離が 40 au よりも大きい天体は散乱円盤よりも外部に分類されることになる。
このような天体はセドナだけではない。(148209) 2000 CR105 (セドナより前に発見) と (474640) 2004 VN112 は、近日点は海王星の影響を受けないほど遠い距離にある。これらの天体の発見をきっかけとして、天文学者の間では "extended scattered disc object" (E-SDO) という新しい天体の分類が議論されるようになった。(148209) 2000 CR105 も内オールトの雲の天体であるか、あるいは散乱円盤と内オールトの雲を遷移する天体である可能性が高い。最近では、これらの天体は「分離天体」(英: detached object)や、"distant detached object (DDO)" と呼ばれる。
散乱円盤天体と分離天体の領域には明確な境界は存在しない。Gomes らは散乱円盤天体を、離心率の大きな軌道を持ち、近日点が海王星より遠方にあり、軌道長半径が海王星との 1:2 共鳴になる値よりも大きいものと定義している。この定義では、全ての distant detached object は散乱円盤天体となる。分離天体の軌道は海王星による散乱によっては形成することができないため、別の恒星の太陽系への近接遭遇や、遠方の惑星サイズの天体の存在など、別の散乱メカニズムが提案されている。その他には、これらの天体は近傍を通過する恒星から捕獲したものだとする説も提唱されている。
J. L. Elliott らによる、Deep Ecliptic Survey による2005年の研究報告で導入された分類手法では、"scattered-near" (典型的な散乱円盤天体に相当) と "scattered-extended" (分離天体) という2つのカテゴリを区別している。Scattered-near 天体は、その軌道は共鳴を起こしておらず、惑星と交差する軌道にはなく、また海王星に対するティスラン・パラメータが3よりも小さいものとしている。一方で Scattered-extended 天体は海王星に対するティスラン・パラメータが3より大きく、時間平均した離心率が0.2より大きいものとしている。
ブレット・J・グラドマン、ブライアン・マースデンと C. Van Laerhoven によって2007年に導入された別の分類手法では、ティスラン・パラメータの代わりに1000万年にわたる軌道積分を用いている。天体の軌道が共鳴を起こしておらず、軌道長半径が 2000 au を超えず、そして軌道積分の間、その軌道長半径が 1.5 au 以上の移動を起こすものは散乱円盤天体としての条件を満たす。グラドマンらはこれらの天体の現在の移動性を強調するため、"scattering disk object" という用語を提案している。天体が上記の散乱円盤天体としての定義を満たさないが、軌道離心率が 0.240 を超える場合、その天体は "detached TNO" として分類される (より小さな離心率を持つ天体は古典的カイパーベルト天体とみなされる)。この分類手法では、散乱円盤は海王星の軌道から、内オールトの雲の領域とみなされる 2000 au の距離にまで広がっていることになる。

## 軌道

太陽系外縁天体の分布を示した図。横軸は軌道長半径、縦軸は軌道傾斜角である。散乱円盤天体は灰色で示されており、海王星との共鳴に入っている天体は赤で示されている。古典的カイパーベルト天体 (キュビワノ族) とセドノイドはそれぞれ青と黄色で示されている。

散乱円盤は非常に動的な環境である。散乱円盤にある天体は依然として海王星によって軌道を乱される余地があるため、これらの天体の軌道は、外側に散乱されてオールトの雲へ向かうか、あるいは内側へ散乱されてケンタウルス族となり最終的には木星族彗星になるなどして、常に破壊される危険にさらされている。そのためグラドマンらは、この領域を scattered (散乱された) ではなく、scattering (散乱している) 円盤と呼ぶほうが好ましいと提案している。カイパーベルト天体とは異なり、散乱円盤天体の軌道は黄道から40度にまで傾いているものも存在する。
散乱円盤天体は、典型的には中程度から大きな軌道離心率を持ち、軌道長半径が 50 au よりも大きいが、近日点付近では海王星の影響下にある天体として特徴付けられる。近日点距離が 30 au 程度であることは散乱円盤天体を決定づける特徴の一つであり、このために海王星からの重力的な影響を受けることになる。
古典的カイパーベルト天体 (キュビワノ族) は散乱円盤天体とは大きく異なる。全てのキュビワノ族天体のうち 30% 以上は軌道傾斜角が小さく円に近い軌道を持ち、離心率の分布を見ると 0.25 で最も多くなる。キュビワノ族天体の離心率は0.2から0.8までの範囲を取る。散乱円盤天体の軌道傾斜角はより極端なカイパーベルト天体のものと似ているが、カイパーベルト天体の大部分のように黄道に近い軌道を持つ散乱円盤天体は非常に少ない。
散乱円盤における天体の運動はランダムであるが似たような方向に従う傾向があり、このことは散乱円盤天体は海王星との一時的な軌道共鳴に捕獲される可能性があることを意味する。散乱円盤における共鳴軌道の可能性の例としては、1:3、2:7、3:11、5:22 と 4:79 などがある。

## 形成

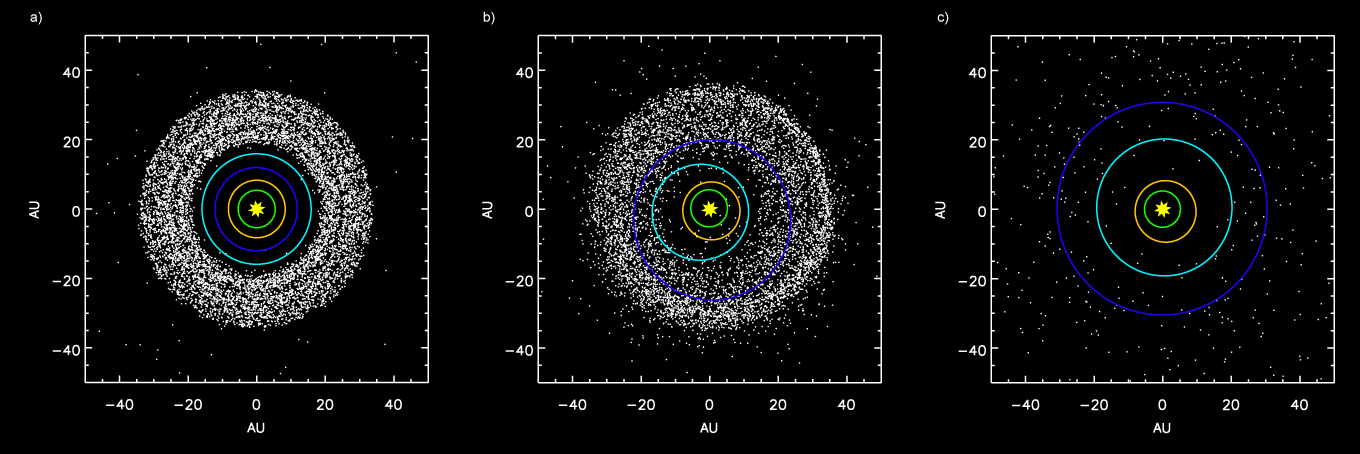
外惑星とカイパーベルトのシミュレーションを示した図。a) 木星と土星が 2:1 共鳴に入る前 b) 海王星の軌道移動後の太陽系内部へのカイパーベルト天体の散乱 c) 木星によるカイパーベルト天体の放出後

散乱円盤がどのようにして形成されたのかについては、依然として理解が進んでいない。観測された全ての特性を説明することができるようなカイパーベルトと散乱円盤の形成モデルはまだ提唱されていない。
現在のモデルによると、散乱円盤はカイパーベルト天体が海王星やその他の外惑星との重力的な相互作用によって、軌道離心率と軌道傾斜角が大きな軌道へと散乱された際に形成されたと考えられる。この過程が発生するまでの時間は未だにはっきりと分かっていない。ある仮説では太陽系の年齢に等しい期間であると推定しており、別の仮説では散乱は海王星が初期の移動を起こしている最中に比較的急速に起きたと推定している。
散乱円盤が太陽系の年齢にわたって継続的に形成されるとする理論モデルでは、カイパーベルト内での弱い共鳴 (例えば 5:7 や 8:1 など) や、あるいはより強い共鳴の境界において、天体は数百万年にわたって弱い軌道不安定性を発達させる可能性があるとしている。
特に 4:7 共鳴は不安定性が強い。その他にも、カイパーベルト天体は重い天体が付近を通過したり、衝突を介することによっても不安定な軌道へと移行しうる。時間の経過とともに、これらの個々の事象から徐々に散乱円盤が形成されていくと考えられる。
コンピュータシミュレーションでは、より早い段階での急速な散乱円盤の形成が示唆されている。最新の理論では、天王星も海王星も土星以遠でのその場形成ではできないことが示唆されている。これは、現在の天王星や海王星がある遠方ではこのような大きな質量を形成するだけの十分な始原的な物質が存在しないからである。その代わりこれらの惑星と土星は現在よりも木星に近い位置で形成されたが、おそらくは散乱された天体との角運動量の交換を介して、太陽系の進化の初期段階に外側へ飛ばされた可能性がある。木星と土星の軌道が 2:1 共鳴の位置に変化すると (すなわち土星が一回公転する間に木星が二回公転する状態)、両者の重力的な影響によって天王星と海王星の軌道が乱され、海王星は原始カイパーベルトの一時的な「カオス」状態の中に送り込まれる。海王星が外側へ移動するにつれ、多くの太陽系外縁天体をより軌道離心率の大きい軌道へと散乱させる。このモデルでは、散乱円盤にある天体の 90% 以上はこの移動の最中に海王星との共鳴によって現在の離心率の大きい軌道へと送り込まれていると考えられ、したがって散乱円盤の天体はそれほど散乱された天体ではない可能性があるとしている。

## 組成

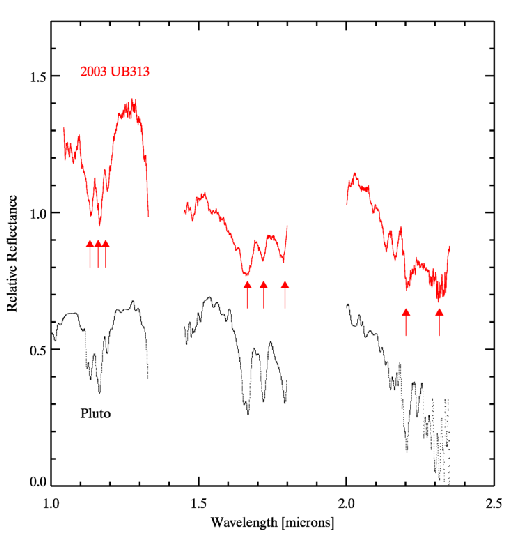
エリスと冥王星の赤外線スペクトル。共通するメタンの吸収線が強調されている。

散乱円盤天体はその他の太陽系外縁天体と同様に低密度であり、水やメタンなどの凍った揮発性物質が組成の大部分を占めている。選択されたカイパーベルト天体と散乱円盤天体のスペクトル解析からは、似た組成の特徴が明らかになっている。例えば、冥王星とエリスはどちらもメタンの特徴を示す。
天文学者は当初、全ての太陽系外縁天体は同じ領域に起源を持ち同じ物理過程を経験してきたため、どれも似た赤い表面を示すと考えていた。特に、散乱円盤天体は表面に多くのメタンを持ち、太陽からのエネルギーによって複雑な有機化合物に化学変化させられていると予想されていた。これは青い光を吸収し、赤っぽい色相を作り出す。大部分の古典的カイパーベルト天体はこの色相を示すが、散乱円盤天体はそうではなく、白か灰色っぽい見た目を呈する。
散乱円盤天体の色の一つの説明としては、衝突によって白い地下層が露出したというものがある。別の説明としては、散乱円盤天体は太陽からの距離が大きく離れていることにより、地球型惑星と巨大ガス惑星の組成の勾配に似た、天体間の組成の勾配が形成されたというものがある。散乱円盤天体であるエリスの発見者マイケル・ブラウンは、この天体が白っぽい色を示すのは、現在の太陽からの距離ではエリスのメタン大気が表面全体で凍り付き、数インチの厚みを持つ明るい白い氷の層を形成しているからであると提唱している。反対に冥王星は太陽により近い距離にあり、メタンはアルベドの高い低温の領域のみでしか凍結することができないほどに温かいため、氷が存在しないソリンに覆われた低アルベド領域が形成されると考えられる。

## 彗星との関係

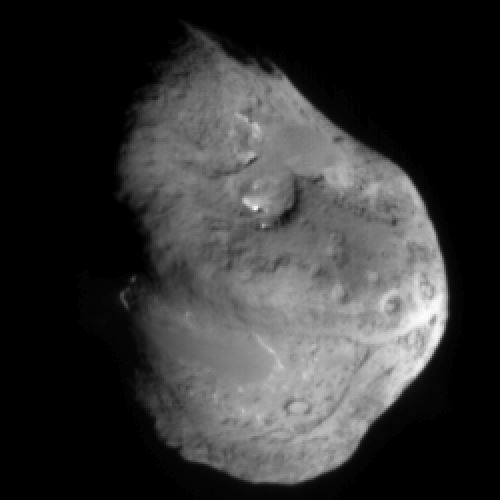
木星族彗星のテンペル第1彗星

エッジワース・カイパーベルトは、当初黄道面に近い軌道を持つ短周期彗星の起源であると考えられていた。しかし1992年以降のカイパーベルト領域の研究では、カイパーベルトにある天体の軌道は比較的安定であり、短周期彗星は天体の軌道が一般により不安定である散乱円盤に起源を持つことが示された。
彗星は短周期彗星と長周期彗星の2つのカテゴリに緩く分割され、後者はオールトの雲に起源を持つと考えられている。短周期彗星のうち2つの主要なカテゴリには、木星族彗星とハレー型彗星がある。ハレー型彗星はその原型であるハレー彗星から名付けられたものであり、オールトの雲に起源を持つが巨大惑星の重力によって内部太陽系へと引き込まれたものであると考えられている。一方で木星族彗星は散乱円盤に起源を持つと考えられている。ケンタウルス族天体は、散乱円盤天体と木星族彗星の力学的に中間的な状態にあるものだと考えられる。
木星族彗星の多くが散乱円盤に起源を持つと思われるにもかかわらず、散乱円盤天体と木星族彗星の間には多くの違いがある。ケンタウルス族の天体は多くの散乱円盤天体と同様に赤っぽいか中間的な色相を持つが、木星族彗星の核は青みが強く、化学的もしくは物理的に根本的な違いがあることを示している。この説明として、彗星の核は太陽に接近するにつれ、地下の物質が古い物質を埋めることによって表面を更新しているという仮説が提唱されている。

## 主な散乱円盤天体
- (15874) 1996 TL66 - 1996年に発見され、散乱円盤天体に分類された初めての天体[12][13]。
- (48639) 1995 TL8（英語版） - 散乱円盤天体の中で初めて発見された天体 (1995年発見)[5][15]。
- (136199) エリス - 準惑星。
- (84522) 2002 TC302 - 準惑星に分類される可能性のある天体。
- 2004 XR190 - 離心率が小さく傾斜角が大きい (e=0.11, i=46.8) 特異な軌道を持つ。準惑星候補天体。
- (308933) 2006 SQ372、(87269) 2000 OO67 - 公転周期が1万年を超える天体。